# Spiros Liwatinos
Spiros Liwatinos (grec. Σπύρος Λιβαθηνός; ur. 8 stycznia 1955 w Patras) – grecki piłkarz grający na pozycji pomocnika, trener.

## Kariera klubowa
Większość swojej karierę piłkarską spędził w Panathinaikosie AO, którego jest wychowankiem. Podczas tego okresu trzykrotnie zdobył mistrzostwo Grecji w 1977, 1984, 1986, czterokrotnie Puchar Grecji w 1977, 1982, 1984, 1986 oraz dotarł do półfinału Pucharu Mistrzów, gdzie Panathinaikos minimalnie uległ Liverpoolowi w 1985 roku. W 1986 roku przeszedł do cypryjskiemu Pezoporikosu Larnaka, w którym zakończył karierę w 1988 roku. Z Pezoporikosem zdobył mistrzostwo Cypru w 1988 roku.

## Kariera reprezentacyjna
W reprezentacji Grecji występował w latach 1978–1982. W 1980 roku uczestniczył w Mistrzostwach Europy 1980, który był pierwszym międzynarodowym sukcesem w historii greckiego futbolu reprezentacyjnego. Na Euro 80 Liwathinos wystąpił we wszystkich trzech meczach grupowych z Holandią, Czechosłowacją i zremisowanym z RFN. W 1980 i 1981 roku uczestniczył w przegranych eliminacjach Mistrzostw Świata 1982. Ogółem w reprezentacji Hellady wystąpił w 27 meczach i strzelił 1 bramkę.

## Kariera trenerska
Po zakończeniu kariery piłkarskiej został trenerem. W latach dziewięćdziesiątych prowadził Ethnikos Asteras. 